# Лирија
Лирија (шп. Liria) град је у Шпанији у аутономној заједници Валенсијанска Заједница у покрајини Валенсија. Према процени из 2017. у граду је живело 22 796 становника.

## Становништво
Према процени, у граду је 2016. живело 22 796 становника.
| 1970.  | 1981.  | 1991.  | 2001.  | 2012.  | 2016.  |
| ------ | ------ | ------ | ------ | ------ | ------ |
| 11.323 | 12.587 | 13.947 | 17.216 | 23.542 | 22.796 |